# Carsix
Carsix is een plaats en voormalige gemeente in het Franse departement Eure in de regio Normandië en maakt deel uit van het arrondissement Bernay. De plaats telde 283 inwoners op 1 januari 2018.

## Geschiedenis
Carsix is op 1 januari 2017 gefuseerd met de gemeenten Fontaine-la-Soret, Nassandres en Perriers-la-Campagne tot de gemeente Nassandres sur Risle. Hierbij werd Carsix overgeheveld van het kanton Bernay naar het kanton Brionne, waar de overige fusiepartners al deel van uitmaakten.

## Geografie
De oppervlakte van Carsix bedraagt 6,57 vierkante kilometer; Op 1 januari 2018 was de bevolkingsdichtheid 43,1 inwoners per km².
De onderstaande kaart toont de ligging van Carsix met de belangrijkste infrastructuur en aangrenzende gemeenten.

## Demografie
Onderstaande figuur toont het verloop van het inwonertal.
Carsix · Fontaine-la-Soret · Nassandres · Perriers-la-Campagne